# Annie Laurie Gaylor
Annie Laurie Gaylor (Madison (Wisconsin), 2 november 1955) is een Amerikaans activist voor atheïsme, secularisme en vrouwenrechten en een medeoprichter – en samen met haar echtgenoot Dan Barker een huidig medevoorzitter – van de Freedom From Religion Foundation. Ze was ook hoofdredacteur van de krant van de FFRF, Freethought Today (tien keer per jaar uitgegeven) tot 2015. Gaylor is de auteur van een aantal boeken waaronder Woe to the Women: The Bible Tells Me So, Betrayal of Trust: Clergy Abuse of Children en als redacteur Women Without Superstition: No Gods – No Masters. 

## Biografie
Gaylor promoveerde in 1980 als journalist aan de University of Wisconsin–Madison.
In 1977 leidde Gaylor samen met haar moeder Anne Nicol Gaylor (1926–2015) en feministische groepen het protest dat ertoe leidde dat de rechter Archie Simonson werd ontslagen nadat hij een verklaring had uitgevaardigd waarin een meisje ervan werd beschuldigd zelf verantwoordelijkheid te zijn voor het feit dat ze werd verkracht.
Annie Laurie Gaylor, haar moeder Anne Nicol Gaylor en wijlen John Sontarck richtten de Freedom From Religion Foundation (FFRF) in 1978 op tijdens een bijeenkomst rondom Gaylors' keukentafel. Gaylor heeft eraan bijgedragen dat de FFRF uitgroeide tot de grootste organisatie van atheïsten en agnosten in de Verenigde Staten.
Gaylor is ook bestuurslid bij het Women's Medical Fund, Inc., een groep die vrouwen helpt om te betalen voor abortusdiensten. Ze is betrokken bij andere protesten, waaronder het beperken van abortus in South Dakota,
vermeende rechterlijke dwaling in Wisconsin en tegen vuurwapengeweld.
In 2010 ontving Gaylor de Humanitarian Heroine Award van de American Humanist Association. Gaylor heeft gesproken op conferenties waaronder de Global Atheist Convention 2012 in Melbourne, en de regionale conferentie van de Minnesota Atheists. Ze maakt deel uit van het sprekersbureau van de Secular Student Alliance.

## Mediaoptredens
Gaylor is verschenen in talloze gedrukte, radio- en televisiemedia om het werk van de FFRF te bespreken, zoals toen een reclamecampagne werd gecensureerd in Las Vegas en de rechtszaak tegen de National Day of Prayer.
Gaylor schrijft bijdragen voor verscheidene Amerikaanse gedrukte media over vrouwenbelangen: hoe de politiek van invloed is op de toegankelijkheid van reproductieve gezondheidszorg voor vrouwen in de staat Wisconsin, de arrestatie van de Tunisische vrouw Amina Tyler omdat ze online een naaktfoto van zichzelf had gepost, de 50e verjaardag van de publicatie van The Feminine Mystique en de staat van vrouwenrechten over de hele wereld sinds de women's rights around the world since the Seneca Convention.
Gaylor host samen met haar man Dan Barker wekelijks een radioprogramma, Freethought Radio, dat één uur duurt. Het wordt uitgezonden op Progressive Talk The Mic 92.1, in de omgeving van Madison, Wisconsin. Het programma wordt eveneens uitgezonden door enkele andere stations in het Middenwesten en is ook beschikbaar als podcast.

## Persoonlijk leven
Gaylor ontmoette Barker in 1984 toen ze beide te gast waren op het programma AM Chicago van Oprah Winfrey. Ze begonnen zes maanden later te daten en trouwden in 1987. Ze hebben een dochter, Sabrina Delata.

## Publicaties
Auteur
- Annie Laurie Gaylor (1986). It Can't Happen Here?. Complimentary Copy Press.
- Annie Laurie Gaylor (1987). Two Reviews: Encyclopedia of Unbelief. Complimentary Copy Press.
- Annie Laurie Gaylor (1988). Betrayal of Trust: Clergy Abuse of Children. Freedom From Religion Foundation. ISBN 978-1-877733-06-2.
- Annie Laurie Gaylor (2004). Woe to the Women--the Bible Tells Me So: The Bible, Female Sexuality & the Law. Freedom From Religion Foundation. ISBN 978-1-877733-12-3.

Redacteur
- Annie Laurie Gaylor (1997). Women Without Superstition: No Gods--No Masters: The Collected Writings of Women Freethinkers of the Nineteenth and Twentieth Centuries. Freedom From Religion Foundation. ISBN 978-1-877733-09-3.